# 塞波·索拉涅米
塞波·索拉涅米（芬蘭語：Seppo Suoraniemi，1951年8月26日—），芬兰男子冰球运动员，场上位置是后卫。他曾代表芬兰国家队参加1980年冬季奥林匹克运动会冰球比赛，获得第四名。